# Nuevo Mundo Israelita
Nuevo Mundo Israelita es un periódico judío publicado en Caracas, Venezuela. Originalmente fue fundado en el año 1943 por Moisés Sananes, con el nombre de El Mundo Israelita, semanario que se publicó hasta 1973. Ese año, debido al estado de salud y avanzada edad de Sananes, las principales instituciones judías de Venezuela decidieron fusionarlo con el periódico mensual Unión (de la Unión Israelita de Caracas) y las revistas Maguén (de la Asociación Israelita de Venezuela) y Menorá (de la Fraternidad Hebrea B'nai B'rith) para crear un nuevo medio institucional, Nuevo Mundo Israelita. Como semanario circuló gratuitamente hasta 2017 en la comunidad judía de Venezuela, así como entre periodistas e intelectuales.
En diciembre de 2017, el periódico anunció que por razones económicas cesaría de aparecer semanalmente. Desde entonces se han publicado varias ediciones especiales bajo el esquema de patrocinio, destacando la dedicada al 45 aniversario del periódico y los 75 de su antecesor, El Mundo Israelita (4 de mayo de 2018).
Nuevo Mundo Israelita publica material original producido por sus propios periodistas y colaboradores, artículos de opinión, noticias comunitarias y temas de interés religioso. También traduce al español artículos originalmente publicados en otros medios de comunicación de Israel y el resto del mundo como Aurora, Haaretz, The Jerusalem Post, The Times of Israel, Israel Hayom, Iton Gadol, Tribuna Judía, Yediot Aharonot, etc.
En marzo de 2016, y nuevamente en abril de 2018, Nuevo Mundo Israelita modernizó su portal web, que está online desde 2003. A partir de 2009 cuenta con una cuenta de Twitter (@mundoisraelita).
El semanario incluye en algún momento una sección en idioma judeoespañol, con artículos de Sefaradimuestro, Şalom, Aki Yerushalayim y El Amaneser.